# Célia de Sousa
Célia de Sousa Ferreira  (1945 — 22 de fevereiro de 2019) foi uma atriz portuguesa. Fez teatro, cinema, televisão e rádio.

## Biografia
Nasceu em 1945.
Célia de Sousa entrou com 19 anos no Conservatório Nacional. Estava ainda no 2º ano quando a convidaram para entrar no elenco da peça “A Traição Inverosímel”, no Teatro da Trindade em 1964.
Em 1965, quando o Teatro Villaret abriu portas, Raul Solnado convidou-a para integrar o elenco da peça "O Impostor Geral".
Fez teatro radiofónico na Emissora Nacional e folhetins no Rádio Clube Português.
Fez também televisão como "No Limiar da Descoberta" (1965), "Harpa de Ervas" (1966), ou "Trilogia das Barcas" (1969).
Em 1968 estreou-se no cinema como protagonista do filme “Estrada da Vida”, de Henrique Campos.
Ainda jovem afasta-se da vida artística. Mais tarde, faz pequenos papéis nas séries "Diário de Maria" (1999) e "Velhos Amigos" (2011).
Residiu os últimos anos de vida na Casa do Artista.
Faleceu no Hospital Pulido Valente, doou o corpo à ciência.

## Televisão
- 1965 - "No Limiar da Descoberta"[6]
- 1966 - "Harpa de Ervas"[6]
- 1967 - "O Que Vale um Homem"[6]
- 1967 - "Um Escrito na Janela"[6]
- 1968 - "O Meu Coração Vive nas Terras Altas"[6]
- 1969 - "Torta de Maçã"[6]
- 1969 - "Trilogia das Barcas"[6]
- 1999 - "Diário de Maria"[6]
- 2011 - "Velhos Amigos"[6]

## Teatro
- 1964 - "A Traição Inverosímil" - Teatro da Trindade
- 1965 - "O Impostor Geral" - Teatro Villaret
- 1966 - "Desencontro" - Teatro da Estufa Fria[7]
- 1967 - "Um Dia de Vida" - Teatro da Estufa Fria
- 1967 - "A Casa de Isaac" - Teatro da Estufa Fria[8]
- 1967 - "Ninho de Águias" - Teatro da Estufa Fria[9]
- 1967 - "Nem Amantes, Nem Amigos" - Teatro da Estufa Fria
- 1967 - "Os Vizinhos do Rés do Chão" - Teatro da Estufa Fria
- 1967 - "Marido em Rodagem" - Teatro da Estufa Fria[10]
- 1967 - "Pimpinela" - Teatro Monumental
- 1968 - "Deliciosamente Louca!" - Teatro Monumental[11]
- 1968 - "Lisboa é Sempre Mulher" - Teatro Monumental[12]
- 1968 - "O Jovem Mentiroso" - Teatro Laura Alves[13]
- 1969 - "Black Out" - Teatro Villaret[1]

...

## Cinema
- 1968 - "Estrada da Vida", de Henrique Campos.[14]
- 1969 - "Bonança e Companhia", de Pedro Martins. [15][16]